# 朝鮮文壇
『朝鮮文壇』（ちょうせんぶんだん）は、朝鮮で1924年に創刊された文芸雑誌。1920年代を代表する文芸雑誌であり、民族主義文学を育てる温床となる。

## 概要
『朝鮮文壇』は1924年10月に朝鮮で創刊される。方仁根が運営資金を提供し、李光洙が主宰となった。方仁根、李光洙のほかに、田栄沢、朱燿翰、金東仁、崔曙海などが主要な執筆者として挙げられる。『朝鮮文壇』は、17号から資金難で暫く休刊となった後、1927年から続刊する。しかし、1927年、20号を発刊してから再び財政難で休刊に追い込まれた。1935年に再び続刊することができ、最終的に1936年12月、通巻26号まで発刊される。
雑誌の傾向としては、民族主義文学を養成したと言われるが、作品内容は必ずしも一定の方向性を持っていたわけではない。創刊号で「全ての人々が各々自身の権利を主張すること」を強調し、当時、吹き荒れていたプロレタリア文学の「階級意識」に対する対決を表している。その点で、1920年代のもうひとつの代表的文芸雑誌『開闢』の方向性とに、違いが認められる。しかし、崔曙海や韓雪野などのプロ文学作家なども作品を寄稿するなど、個々の作家、作品は多様であると言える。『朝鮮文壇』を通して、羅稲香、廉想渉、金億、玄鎮健、朴鍾和、金素月、盧子泳、蔡萬植、朴花城など、左右を問わず、多くの文士が育った。

## 各号の発行年
- 1号、1924年10月1日　96ページ
- 2号、1924年11月1日　86ページ
- 3号、1924年12月1日　84ページ
- 4号、1925年1月1日　212ページ
- 5号、1925年2月1日　114ページ
- 6号、1925年3月1日　134ページ
- 7号、1925年4月1日　132ページ
- 8号、1925年5月1日　140ページ
- 9号、1925年6月1日　130ページ
- 10号、1925年7月1日　217ページ
- 11号、1925年9月1日　128ページ
- 12号、1925年10月1日　192ページ
- 13号、1925年11月10日　100ページ
- 14号、1926年3月5日　108ページ程
- 15号、1926年4月1日　96ページ
- 16号、1926年6月1日　114ページ
- 17号、1926年6月1日　118ページ
- 18号、1927年1月　142ページ
- 19号、1927年2月2日　156ページ
- 20号、1927年3月1日　72ページ
- 21号、1935年2月1日　108ページ
- 22号、1935年4月11日　214ページ
- 23号、1935年5月26日　261ページ
- 24号、1935年8月1日　234ページ
- 25号、1935年12月25日　72ページ
- 26号、1936年12月27日　112ページ